# بيتار تيرندافيلوف
بيتار تيرندافيلوف (بالبلغارية: Петър Трендафилов)‏ مواليد 11 سبتمبر 1984 في بلغاريا، هو لاعب كرة مضرب بلغاري بدأ مسيرته كمحترف سنة 2000 يلعب باليد اليمنى. أعلى مركز له في تصنيف رابطة محترفي كرة المضرب في الفردي كان 825. أعلى تصنيف له في الزوجي كان 660.

## روابط خارجية
- بيتار تيرندافيلوف على موقع رابطة محترفي التنس (الإنجليزية)
- بيتار تيرندافيلوف على موقع الاتحاد الدولي لكرة المضرب (الإنجليزية)
- بيتار تيرندافيلوف على موقع كأس ديفيز (الإنجليزية)
- بيتار تيرندافيلوف على موقع خلاصة التنس.كوم (الإنجليزية)